# Dimitri El Murr
Dimitri El Murr (* 1976) ist ein französischer Philosophiehistoriker auf dem Gebiet der antiken Philosophie mit dem Arbeitsschwerpunkt Platon.

## Biografie
Dimitri El Murr ist Absolvent der École normale supérieure, Paris, und Agrégé de philosophie. 2005 wurde er mit einer Dissertation unter dem Titel Contrainte et cohésion : la notion de lien dans les Dialogues de Platon bei Monique Dixsaut an der Universität Paris 1 Panthéon-Sorbonne promoviert. Nach zehn Jahren als Maître de conférences an derselben Institution wurde er 2017 zum Professor für Philosophie an der École normale supérieure ernannt. Zugleich ist er Mitglied des Centre Jean Pépin (UMR 8230). Von 2010 bis 2015 war er Junior-Mitglied des Institut universitaire de France. Die Habilitation à diriger des recherches en philosophie antique erreichte er 2013 an der Universität Paris 1 Panthéon-Sorbonne. Seit 2019 ist er zudem Direktor des Département de Philosophie der École normale supérieure. Gastprofessuren führten ihn an die University of Durham, die Brown University, die Università degli Studi di Milano und das St John’s College, Cambridge.
2014 wurde ihm der Prix Reinach der Association pour l’encouragement des études grecques en France für seine Monographie Savoir et gouverner. Essai sur la science politique platonicienne zugesprochen.
El Murr arbeitet insbesondere zu Platon, dessen politischer Philosophie und dem Platonismus.

## Schriften (Auswahl)
- Contrainte et cohésion : la notion de lien dans les dialogues de Platon. Atelier national de Reproduction des Thèses, Lille 2007.
- L'Amitié. Choix de textes avec introduction, commentaires et glossaire. Flammarion, Paris 2001.
- (Mithrsg.): Aglaïa autour de Platon. Mélanges offerts à Monique Dixsaut. Textes réunis par Aldo Brancacci, Dimitri El Murr et Daniela Patrizia Taormina. Vrin, Paris 2010. – Bibliographische Notiz in: Revue Philosophique de Louvain 111, 2013, S. 202–203 (online).
- (Hrsg.): La Mesure du savoir. Études sur le Théétète de Platon. Vrin, Paris 2013.
- (Hrsg. mit George Boys-Stones, Christopher Gill): The Platonic Art of Philosophy. Cambridge University Press, Cambridge 2013. – Rezension von Gerald A. Press, Bryn Mawr Classical Review 2016.05.28
- Savoir et gouverner. Essai sur la science politique platonicienne. Vrin, Paris 2014.
- Platon, Le Politique. Introduction, traduction et commentaire par Monique Dixsaut, avec Dimitri El Murr, M.-A. Gavray, A. Hasnaoui, É. Helmer, A. Larivée, A. de la Taille et F. Teisserenc. (Les dialogues de Platon). Vrin, Paris 2018.
- (Mithrsg.): Les philosophes face au vice de Socrate à Augustin. Sous la direction de Christelle Veillard, Olivier Renaut et Dimitri El Murr. (Philosophia antiqua, Band 154). Brill, Leiden 2020.
- (Hrsg. mit Elena Partene): Kant et Platon : lectures, confrontations, héritages. Vrin, Paris 2022. – Rezension von John V. Garner, Bryn Mawr Classical Review 2023.03.11